# Kurfürstendamm
Kurfürstendamm (på tysk talesprog ofte kaldet Ku'damm) er Vestberlins store handelsgade. Den er beliggende i bydelen Charlottenburg-Wilmersdorf og strækker sig over 3,5 km fra Breitscheidplatz med Kaiser-Wilhelm-Gedächtniskirche (også kendt som Pudderdåsen) i Charlottenburg til Rathenauplatz i Grunewald.
Gaden blev anlagt i 1500-tallet som Dammweg mellem Berliner Stadtschloss og Jagdschloss Grunewald. Det nuværende navn fik gaden i midten af 1800-tallet.
Ved Kurfürstendamm ligger privatteatrene Theater am Kurfürstendamm og Komödie am Kurfürstendamm.